# Qeyţāsābād
Qeyţāsābād (persiska: قیطاس آباد) är en ort i Iran.   Den ligger i provinsen Kermanshah, i den nordvästra delen av landet, 400 km väster om huvudstaden Teheran. Qeyţāsābād ligger 1 355 meter över havet och antalet invånare är 266.
Terrängen runt Qeyţāsābād är varierad. Runt Qeyţāsābād är det ganska tätbefolkat, med 60 invånare per kvadratkilometer. Närmaste större samhälle är Barnāj, 13,1 km sydväst om Qeyţāsābād. Trakten runt Qeyţāsābād består till största delen av jordbruksmark.